# Gustave Fougères
Gustave Fougères, né à Baume-les-Dames (Doubs) le 24 avril 1863 et mort le 7 décembre 1927 à Paris, est un archéologue français, spécialiste de la Grèce classique.

## Biographie
Gustave Fougères effectue ses études à l'École normale supérieure où il est reçu en 1882. Il est licencié ès lettres en 1883 et agrégé des lettres en 1885. Le 22 juin 1898, il soutient ses deux thèses de doctorat ès lettres à la Faculté de Paris. La première, en français, traite de Mantinée et de l'Arcadie orientale. La deuxième, en latin, s'intéresse aux Lyciens. 

Il explore la Thessalie et l'Asie Mineure et fouille le gymnase de Délos (1886) et l'ancienne ville de Mantinée avec son rempart elliptique (1887-1888). Il voyage à travers la Grèce à maintes reprises et publie son Guide de la Grèce.

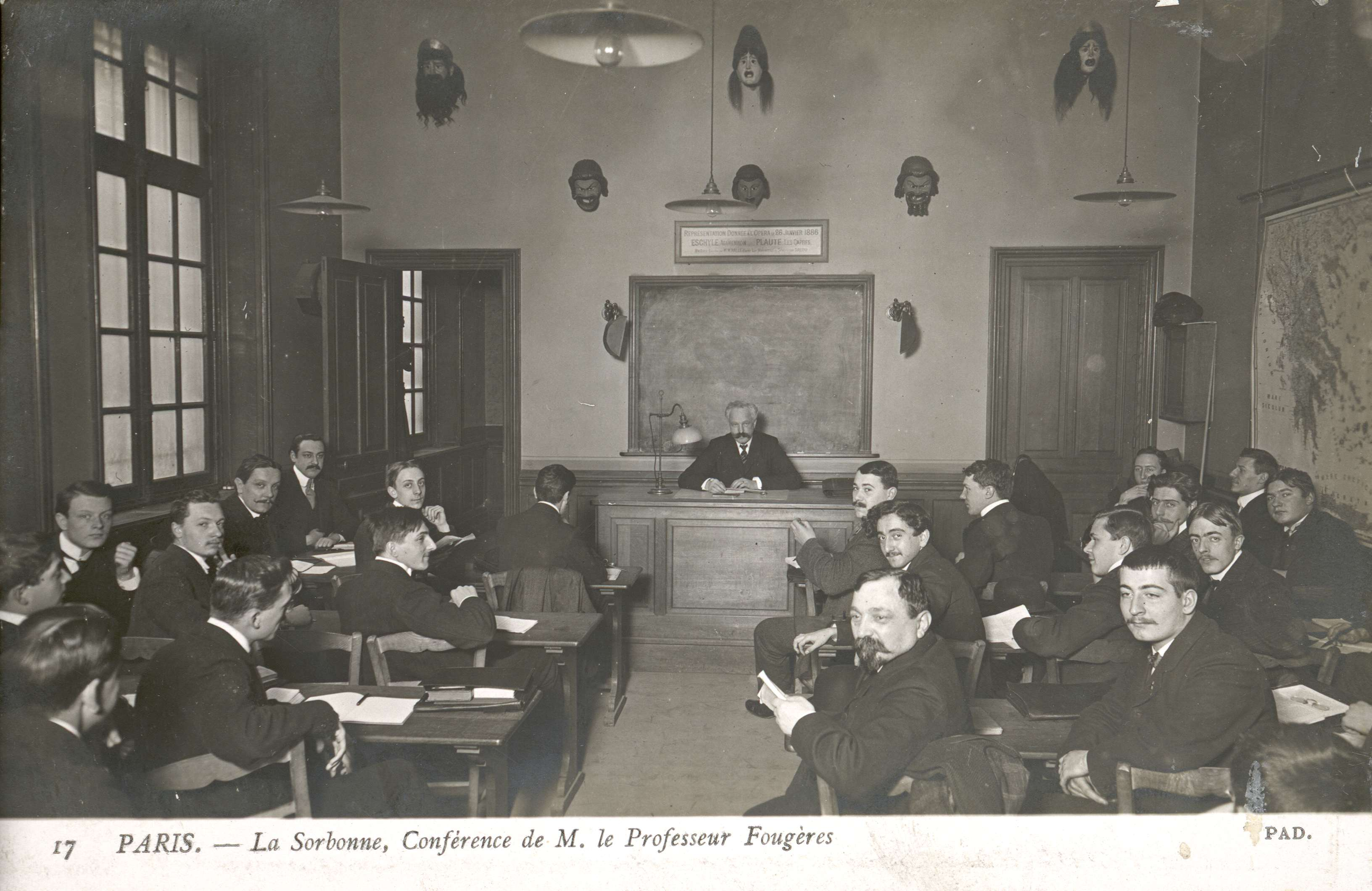
La Sorbonne. Conférence de M. le professeur Fougères (Bibliothèque de la Sorbonne, NuBIS)

Sa carrière académique débute en tant qu'élève de l'École d'Athènes entre 1885 et 1889. Il est par la suite chargé d'un cours complémentaire d'archéologie et d'histoire de l'art à la Faculté des lettres de Lille (1889). Toujours dans cette même faculté, il sera chargé d'un cours complémentaire d'antiquités grecques et latines en 1893. Il est ensuite chargé d'un cours complémentaire d'archéologie et d'histoire de l'art (1896). En 1899, il acquiert le statut de maître de conférences de langue et littérature grecques à la Faculté des lettres de Paris. Il est par la suite chargé du cours d'éloquence grecque (suppléant d'Alfred Croiset) en 1912, et nommé directeur de l'École française d'Athènes en 1913. En tant que directeur de l'École, il entreprend des actions de propagande pro-française auprès du public grec. Dans cette perspective, il rédige trois mémoires à destination de l'ambassadeur français en Grèce, Robert de Billy, visant à renforcer la propagande et l'influence française dans le pays. Dans l'un d'eux, il propose d'épurer l'Université d'Athènes de l'influence universitaire allemande et donne une liste d'enseignants à renvoyer. Il est nommé directeur de la propagande française en Grèce en avril 1916. Pour renforcer l'influence française sur la société grecque, il propose de doter le pays d'écoles françaises et d'instituts scientifiques et médicaux. La France suit en partie ses recommandations et fonde un équivalent grec de l'École Normale Supérieure, qui reçoit des enseignants-chercheurs français. De plus, elle fonde l'Institut Pasteur hellénique en 1920, une école d'architecture franco-grecque et un hôpital français. À côté de ses activités culturelles, il collabore avec les services secrets français et l'armée française pour renforcer l'influence française en Grèce.
Sa carrière s'achève sur un poste de professeur d'archéologie, toujours à la Faculté des lettres de Paris (d'octobre 1918 jusqu'à son décès). Ses cours attiraient beaucoup d'étudiants étrangers,.
En 1913, alors directeur de l'École française d'Athènes, il poursuit les fouilles déjà commencées à Délos, Thasos et Philippes et ouvre de nouveaux chantiers en Macédoine et en Asie Mineure (Claros, Aphrodisias). Les recherches archéologiques en Grèce sont interrompues par la Première Guerre mondiale.

## Publications
- Mantinée et l'Arcadie Orientale, thèse de doctorat - 1898 (lire en ligne)
- De Lyciorum communi (Λυκίων τὸ κοινόν), thèse de doctorat - 1898
- avec Jean Hulot Sélinonte, colonie dorienne en Sicile, la ville, l'acropole et les temples, Ch. Massin éditeur, Paris, 1910 (lire en ligne)
- Guide de la Grèce, Guides Joanne, 2e édition, 1911
- Athènes, Librairie Renouard, H. Laurens éditeur, Paris, 1912 (lire en ligne)
- Le problème de la frise du Parthénon, dans Revue des Études Grecques, 1919, no 32-146-150, p. 208-226 (lire en ligne)
- Rapport sur les travaux de l'École française d'Athènes durant l'année 1925-1926 ; lu dans la séance du 10 juin 1927, dans Comptes rendus des séances de l'Académie des Inscriptions et Belles-Lettres, 1927, 71e année, no 2, p. 153-166 (lire en ligne)
- avec Georges Contenau, René Grousset, Pierre Jouguet, Jean Lesquier, Les premières civilisations, Librairie Félix Alcan, Paris, 1929 (lire en ligne)

## Distinctions
Gustave Fougères a reçu le titre d'officier de la légion d'honneur. Il est également membre de l'Académie des inscriptions et belles lettres à partir de 1922. Il est lauréat de l'Institut (prix Saintour, prix Bordin, prix Fould), et a reçu une médaille d'argent et une médaille de vermeil de la Société centrale des architectes pour ses fouilles à Délos et Sélinonte.